# Lázaro Cárdenas, Asunción Ixtaltepec
Lázaro Cárdenas är en ort i Mexiko.   Den ligger i kommunen Asunción Ixtaltepec och delstaten Oaxaca, i den sydöstra delen av landet, 500 km sydost om huvudstaden Mexico City. Lázaro Cárdenas ligger 232 meter över havet och antalet invånare är 1 375.
Terrängen runt Lázaro Cárdenas är platt åt nordväst, men åt sydost är den kuperad. Runt Lázaro Cárdenas är det glesbefolkat, med 20 invånare per kvadratkilometer. Lázaro Cárdenas är det största samhället i trakten. Omgivningarna runt Lázaro Cárdenas är en mosaik av jordbruksmark och naturlig växtlighet.